# DJ Predator
Stephan Scheltema (Amsterdam, 7 juli 1973) is een Nederlands hardcore-producer, hardcore-dj, drum 'n bass-producer, labeleigenaar en oprichter van een platform voor jonge muzikanten en artiesten. Zijn artiestennaam is DJ Predator. Stephan Scheltema produceert onder andere nog onder de aliassen Aux 9, Bio-Forge, Cyanide, Da Grimreaper, Dark Syndicate, DNME, Nexus, Paradox, Soul Assassin.

## Biografie
In zijn vroege jeugd was Scheltema geïnteresseerd in de graffitikunst, vroege rapmuziek, breakbeats, reggae en electro. In 1991 kocht hij een Commodore Amiga en ging experimenteren met muziek maken. In 1992 kwam zijn eerste uitgave uit op vinyl. De meeste nummers kwamen uit op labels als Mokum, Ruffneck, Kemphaan EX, Cenobite en H2OH. Hiermee was hij een van de grondleggers in de hardcorescene.
Langzaam maar zeker kwamen er meer invloeden van hiphop en breakbeats in zijn producties. Zijn muziek is herkenbaar aan geavanceerde drumbeats en een funky en melodieus geluid.
In 1998 maakte hij de overstap naar drum ‘n bass. De Nederlandse labels A New Dawn en Acetaat Recordings brachten zijn producties uit. Daarna volgden Engelse labels als 5HQ en Formation. In 2001 trad hij toe tot de Nederlandse crew Bassground en werd in 2002 verkozen tot beste Nederlandse drum ‘n bassproducent.
In 2005 keerde hij terug naar de hardcore en voegde drum 'n bassgeluiden toe aan zijn nieuwe hardcorenummers. In 2008 tekende Predator bij Masters of Hardcore Records en maakte met Outblast het anthem voor Dominator. De jaren daarna heeft hij diverse samenwerkingen gedaan met onder andere Angerfist, Catscan, Hellsystem, Art of Fighters.
In 2011 begon hij het drum 'n bass-/ dubsteplabel Guillotine Recordings. Door ook nieuwe tracks in verschillende stijlen voor Guillotine Recordings uit te brengen en zijn producties voor MOH, Hardcore Blasters en Enzyme Records, laat Predator zien dat hij heel divers is binnen het dancegenre.
DJ Predator trad onder andere op op Lowlands, Hellraiser, Dance Valley en Thunderdome.

## Discografie
| Artiest                                    | Singles en LP's                           | Jaar |
| ------------------------------------------ | ----------------------------------------- | ---- |
| Predator                                   | Mind Of A Lunatic                         | 1994 |
| Predator vs Wedlock                        | Roots And Culture E.P.                    | 1995 |
| Predator                                   | The Strongest Gang (The Hood)             | 1996 |
| Predator                                   | Dubplate Style                            | 1997 |
| Predator                                   | Elementz Of Danger                        | 1998 |
| Predator                                   | Nothing Left / Syphon                     | 1999 |
| Predator                                   | Backdraft / Genetic Wave                  | 2000 |
| Predator                                   | Out Of Control                            | 2000 |
| Predator                                   | Human Blood                               | 2001 |
| Bio-Forge / Predator                       | Code Blue / Surveillance                  | 2002 |
| Smugglers / Predator                       | Diss-Integration                          | 2002 |
| Hydra / Predator                           | Top Ranking                               | 2003 |
| Juggernaut / Predator                      | You Cannot Stop What You Don't Understand | 2003 |
| Predator & DJ Ruffneck / DJ Hidden         | Paravison / Afterglow                     | 2003 |
| Digital / Predator                         | Breaker / Silent Thoughts                 | 2004 |
| Falcon & Predator / Falcon                 | Shadow Depth / Retro (Noisia Remix)       | 2004 |
| Predator / Spinor                          | Tonight Syndrome / Mutant Storm           | 2004 |
| Predator & Adi J / Noisia                  | Drytears / Cloudshine                     | 2004 |
| Predator vs Wedlock                        | In Your Head                              | 2005 |
| Predator                                   | Silent Notes                              | 2007 |
| Predator                                   | Demon Pit                                 | 2008 |
| Outblast & Predator vs Angerfist           | Superior                                  | 2008 |
| Angerfist & Predator                       | Legend                                    | 2009 |
| Angerfist & Predator - Masters Of Hardcore | Italian Freakz                            | 2009 |
| Predator vs Hellsystem                     | 2012 E.P.                                 | 2009 |
| Angerfist & Predator                       | The Milition                              | 2010 |
| Catscan vs Predator                        | Fire And Ice                              | 2010 |
| Predator & Angerfist                       | RMXS                                      | 2010 |
| Predator & Angerfist                       | The Switch (Meccano Twins Remix)          | 2010 |
| DJ Predator / Mr. Madness                  | Ground Zero - The Night Project           | 2012 |
| Predator                                   | The Experiment                            | 2012 |
| Ruffneck / Predator                        | Wraith                                    | 2013 |
| Predator                                   | The Core Coalition                        | 2014 |

| Albums                           | Artiest                            | Jaar |
| -------------------------------- | ---------------------------------- | ---- |
| Silent Notes                     | Angerfist - Mutilate               | 2008 |
| The Milition                     | Angerfist - Retaliate              | 2011 |
| The Switch (Meccano Twins Remix) | Hardcore United 3                  | 2011 |
| Choose Your Fight                | Hellsystem - Devil Face            | 2012 |
| Subconscious                     | Jason S - Hardcore Yearmix 2011    | 2012 |
| The Switch                       | Meccano Twins - High Tech Hardcore | 2013 |